# Primati
Primati (Primates) su red iz podrazreda viših sisavaca. Znanost koja se bavi proučavanjem primata naziva se primatologija. Izraz majmun koji se koristio za taj red bio je zbunjujući, jer se zatim dijelio na podred pravih majmuna i podred polumajmuna. Danas se primati dijele na podred Strepsirrhini i Haplorrhini, a u ovaj drugi podred se ubrajaju i čovjekoliki majmuni (Hominoidea) uključujući i čovjeka (Homo sapiens). 

## Rasprostranjenost
Osim ljudi koji nastanjuju čitavu Zemlju izuzev Antartike, područje na kojem obitavaju primati je najvećim dijelom ograničeno na tropske i suptropske dijelove Amerike, Afrike i Azije. Na području američkog kontinenta, primati žive od juga Meksika pa do sjevernih dijelova Argentine. Majmuni koji su nekada živjeli na Karibima su izumrli, a danas tu žive samo primati koje su doveli ljudi. U Africi su široko rasprostranjeni, s tim da najveći broj različitih vrsta dosiže južno od Sahare. Na Madagaskaru se razvila zasebna grupa primata, i svi su iz podreda polumajmuna neljenjivaca. U Aziji žive na Arapskom poluotoku (postoji mogućnost, da su jednu vrstu pavijana koji žive na tom području tamo donijeli ljudi)[nedostaje izvor], indijskom potkontinentu, Kini, Japanu i Jugoistočnoj Aziji. Istočna granica područja gde žive u Aziji su otoci Sulawesi i Timor. U Europi žive vrste, Berberski majmun ili bezrepi magot (Macaca sylvanus) na Gibraltaru i Europski gibon (Hylobatidaeu) u Španjolskoj, i te su populacije vjerojatno ljudi donijeli u ta područja.
S izuzetkom ljudi, drugih primata nema u sjevernoj Americi, najvećem dijelu Europe, sjevernim i centralnim dijelovima Azije, na području Australije i Oceanije, kao niti na zabačenim otocima i polarnim područjima.
Za razliku od nekih drugih grupa sisavaca, ljudi primate nisu u većoj mjeri naseljavali na druga područja. Iznimka su pavijani u Arabiji, berberskih majmuna na Gibraltaru, nekih otoka Kariba i jedne grupe celebeski makaki (Macaca mulatta) koji danas žive na Floridi.

## Osobine
Iako su primati jednan relativno jasno određen red sisavaca, imaju vrlo malo takvih osobina koje se pojavljuju samo u tom redu i kod ni jednog drugog sisavca.

### Veličina tijela
Veličina tijela se kreće od samo 12-14 cm dugog i 40 grama teškog roda Microcebusa koji živi na Madagaskaru, i gorile koji može imati i do 275 kg. Generalno, majmuni iz grupe Strepsirrhini (prosječna težina 500 grama) su manji od grupe Haplorrhini (prosječna težina 5 kg), to je činjenica koja se zasniva na različitom vremenu dnevnih aktivnost. Kod nekih vrsta je vrlo izražen spolni dimorfizam, tako da su mužjaci i dvostruko teži od ženki, a uz to se često razlikuju i bojom.

### Dlakavost
Tijelo većine primata je pokriveno krznom, čija boja se kreće od bijele preko sive do smeđe i crne. Dlanovi i tabani su kod većine vrsta goli, a neke vrste nemaju dlake niti na licu ili im je čak i cijela glava gola (na primjer uakari (Cacajao) iz porodice Pitheciidae). Od svih primata najmanje izraženu dlakavost ima čovjek. 

### Osjetila
Za primate su tipične relativno velike i prema naprijed okrenute oči. Imaju vrlo dobar vid i u odnosu na veličinu tijela relativno velik mozak. Najveće oči od svih primata imaju vrste iz roda Tarsus. Velika većina majmuna iz podreda Strepsirrhini (polumajmuni neljenjivci) su noćne životinje i imaju mrežnicu prevučenu slojem koji se naziva Tapetum lucidum a služi da reflektiranjem ostatka svjetla pojačava vidljivost u mraku.
Između podreda Strepsirrhini (koji se u nekim jezicima nazivaju "vlažnonosci") i podreda Haplorrhini (suprotno vlažnonoscima, ovu grupu nazivaju "suhonoscima") postoji razlika u građi rhinariuma. Kod "vlažnonosaca" on je pun žlijezda i vlažan i odraz je vrlo razvijenog osjetila mirisa. Suprotno tome, suhonosci to nemaju, i njuh im je daleko manje razvijen.

### Zubi
Najstariji fosilni nalazi primata imaju formulu zuba 2-1-4-3 po jednoj polovini čeljusti, što znači da su imali dva sjekutića, jedan očnjak, četiri prednja kutnjaka i tri kutnjaka, što znači da su imali ukupno 40 zubi. Najviše zubi recentnih vrsta primata imaju lemuri i kapucini čija je formula 2-1-3-3. Neki rodovi su zbog svog načina ishrane izgubili još neke zube. Majmuni Starog svijeta, uključujući čovjeka imaju formulu 2-1-2-3, što znači da imaju ukupno 32 zuba.
Prije svega iz oblika kutnjaka se može izvući puno zaključaka o načinu ishrane pojedine vrste. Tako vrste koje se hrane prije svega voćem, imaju kutnjake okruglastog oblika. Kutnjaci kod vrsta koje bi se mogle nazvati kukcožderima, su upadljivo šiljasti, dok kod vrsta koje se hrane prije svega lišćem, kutnjaci imaju oštre rubove kako bi lakše sažvakali tvrde listove.

### Udovi
Kako većina primata živi na drveću, njihovi su udovi dobro prilagođeni takvom načinu života. Stražnji su im udovi gotovo uvijek duži i snažniji od prednjih (iznimka su giboni i čovjekoliki majmuni) i imaju najveću ulogu u kretanju. I prsti prednjih i zadnjih udova su u najvećoj mjeri prilagođeni tim potrebama. Osobina svih vrsta primata (osim čovjeka) je nasuprotnost nožnog palca ostalim prstima na stopalu. Jednako tako, većina vrsta koja se kreće granama kroz krošnje ima i palac na šakama nasuprotan ostalim prstima, dok se kod vrsta koje se s grane na granu ovješeni o prednje udove i uz to se hvataju i repom o grane, palčevi su se povukli tako da ih više nemaju (primjer su sakati majmuni (Colobinae), kao i porodica Atelidae urlikavci, hvataši i vunasti majmuni). Prsti i na prednjim i na zadnjim udovima završavanju noktima umjesto kandžama. Jedino polumajmuni neljenjivci imaju na drugom nožnom prstu kandžicu koja im služi za čišćenje i njegu krzna. Dlanovi i tabani nemaju dlake i imaju područja koja su vrlo osjetljiva na dodir. 

### Rep
Velikom broju sisavaca koji žive na drveću rep je vrlo važan dio tijela koji služi balansiranju i održavanju ravnoteže u krošnjama, pa tako i primatima. Međutim, rep se može povući ili potpuno nestati. Osim čovjekolikih majmuna, koji generalno nemaju repove, dužina repa ili njegov nedostatak nema nikakvo značenje za utvrđivanje srodnosti među vrstama, jer se kod mnogih vrsta pojavljuje samo patrljak od repa sasvim nezavisno od razvoja. Čak unutar jednog roda postoje vrste nemaju rep ali i takve, kojima je rep duži od tijela. Rep kojim se mogu hvatati za grane razvili su samo neki rodovi majmuna Novog svijeta, hvataši i urlikavci. Njihov rep s donje strane nema dlake, a snabdjeven je vrlo osjetljivim živčanim stanicama.

## Način života
Pretpostavlja se da su se primati razvili od životinja koje su nastanjivale drveće. Još i danas postoji veliki broj vrsta primata koji jedva da ponekad siđu na tlo. Druge vrste žive djelomično na tlu, a samo nekoliko vrsta žive isključivo na tlu.
Pojednostavljeno, Strepsirrhini su uglavnom aktivni noću (uz pojedine iznimke) dok su Haplorrhini, opet uz neke iznimke, uglavnom dnevno aktivni.
U odnosu na načine kretanja, ukupno gledajući, primati koriste sve postojeće načine kretanja. Pri tome, od vrste do vrste postoje razlike.
Primati su u najvećem broju slučajeva razvili složene oblike socijalnog ponašanja. Pravi samotnjaci su među primatima rijetki, čak i kod vrsta koje pretežno žive same (orangutan) područja na kojima obitavaju,  preklapaju se reviri ženki s revirom mužjaka, pa se kod parenja daje prednost partnerima s tih preklapajućih područja. Neke druge vrste žive u dugogodišnjim monogamnim vezama (giboni, vunasti lemuri). No, većina primata ipak živi u grupama u kojima često vlada hijerarhija. Pri tom se mjesto na hijerarhijskoj ljestvici utvrđuje različito, ovisno o vrsti. To može biti rezultat borbi između takmaca, starost, rodbinske veze ili na druge načine.
I komunikacija i interakcija imaju vrlo značajnu ulogu u socijalnom životu primata. Većina vrsta je razvila niz glasova za obilježavanje teritorija, za potragu za članovima grupe, za prijetnju ili upozorenje hranidbenim konkurentima i slično. Posebno su poznati prašumski "koncerti" urlikavaca, kao i "pjesma" u duetu parova gibona.
 Pretpostavlja se da su preci primata bili kukcožderi, no većina svih vrsta su danas biljožderi. Mnoge vrste se hrane pretežno voćem, a dopunjavaju ga lišćem, cvjetovima, gomoljem, gljivama, sjemenjem i drugim dijelovima biljki. No mnoge vrste su svežderi, koji biljnu hranu dopunjavaju i životinjskom. Pavijani i čimpanze spadaju u rodove koji povremeno love i nešto veće sisavce (zečeve, male primate, mladunčad parnoprstaša)

### Razmnožavanje
Primate odlikuje relativno dugo razdoblje skotnosti, dugotrajno razdoblje odrastanja mladunaca i dug život. Strategija ovih životinja je investiranje puno vremena u podizanje mladunaca, stoga je i stopa razmnožavanja niska. Najkrace vrijeme skotnosti imaju patuljasti lemuri (Cheirogaleidae) a traje točno 60 dana, dok je to kod većina vrsta između četiri i sedam mjeseci. Najduža trudnoća je kod čovjeka i gorila a traje devet mjeseci.
Kod većine vrsta prevladava rađanje jednog mladunca. I kod vrsta koje rađaju više mladunaca rijetko se dogodi da ih bude više od dva, eventualno tri u jednom leglu.

## Sistematika
- RED PRIMATES (PRIMATI)
  - podred Strepsirrhini: polumajmuni mokronosci
    - podred Lemuriformes
      - natporodica Cheirogaleoidea
        - porodica Cheirogaleidae: patuljasti lemuri i dr.

      - natporodica Lemuroidea
        - porodica Lemuridae: lemuri
        - porodica Lepilemuridae: lepilemuri
        - porodica Indriidae: vunasti lemuri i dr.

    - podred Chiromyiformes
      - porodica Daubentoniidae: aye-aye (ugrožen)

    - podred Lorisiformes
      - porodica Lorisidae: lorisi i sl.
      - porodica Galagidae: galagiji

  - podred Haplorrhini: avetnjaci, majmuni i čovjekoliki majmuni
    - podred Tarsiiformes
      - porodica Tarsiidae: avetnjaci

    - podred Simiiformes
      - Platyrrhini: majmuni Novog svijeta - širokonosci
        - porodica Cebidae: marmoseti, tamarini, kapucini i "majmuni-vjeverice"
        - porodica Aotidae: noćni majmuni
        - porodica Pitheciidae: titiji, sakiji i uakariji
        - porodica Atelidae: urlikavci, hvataši i vunasti majmuni
        - porodica Callitrichidae: majmuni pandžaši

      - Catarrhini - uskonosci
        - natporodica Cercopithecoidea
          - porodica Cercopithecidae: majmuni Starog svijeta, staro ime - "psoliki majmuni"

        - natporodica Hominoidea: čovjekoliki majmuni
          - porodica Hylobatidae: giboni
          - porodica Hominidae: čimpanze, gorile, orangutani, ljudi